# Johannes Kai
Johannes Kai (de son vrai nom Hanns Wiedmann, né le 13 octobre 1912 au Caire, mort le 3 octobre 1999 en Allemagne) est un scénariste et réalisateur allemand.

## Biographie
Hanns Wiedmann obtient un doctorat de philosophie à l'université Louis-et-Maximilien de Munich en 1936. Il écrit d'abord des romans et des histoires surtout de thème militaire. Puisqu'il ne peut plus écrire sous son vrai nom en raison de ses publications durant le régime nazi, il choisit le pseudonyme de Johannes Kai, inspiré de sa ville natale.
Au début des années 1950, il débute dans le cinéma et écrit en collaboration des scénarios, en particulier de films de terroir. Il vient à la réalisation avec le film Le Lion de Babylone en 1959.
Au début des années 1960, la société Constantin Film lui demande des adaptations de livres d'Edgar Wallace : Der Fälscher von London, La Porte aux sept serrures, Das Verrätertor, Le Crapaud masqué.
Il collabore ensuite de façon anonyme à la série de films de Winnetou.

## Filmographie
- 1938 : München
- 1950 : Männer um Angelika
- 1950 : Kronjuwelen
- 1951 : Das ewige Spiel
- 1952 : Heimatglocken
- 1952 : Stille Nacht, heilige Nacht
- 1953 : Le Moulin tragique
- 1954 : La Croix du sentier des chasseurs
- 1954 : München – Bilder einer Stadt (sous le nom de Hanns Wiedmann)
- 1955 : Der Fischer vom Heiligensee (de)
- 1955 : Das Forsthaus in Tirol
- 1956 : Das Erbe vom Pruggerhof
- 1956 : Hilfe - sie liebt mich
- 1956 : Heiße Ernte (de)
- 1957 : La ragazza della salina de František Čáp
- 1957 : Violence sous les tropiques
- 1957 : L'Amour comme la femme le désire
- 1957 : Jägerblut
- 1958 : La Loi du vice
- 1959 : Sehnsucht hat mich verführt
- 1959 : Le Lion de Babylone (+ coréalisation)
- 1959 : Heiße Ware
- 1960 : Lune de miel en enfer (de) (Flitterwochen in der Hölle) (+ Réalisation)
- 1961 : Les Révoltés du bagne
- 1961 : Une femme à abattre (de) (Treibjagd auf ein Leben) de Ralph Lothar (de)
- 1961 : La Fille aux hanches étroites (de) (Das Mädchen mit den schmalen Hüften) (Réalisation)
- 1961 : Der Fälscher von London
- 1962 : Liebe, Krach und Himmelbett (+ Réalisation)
- 1962 : La Porte aux sept serrures
- 1962 : Ohne Krimi geht die Mimi nie ins Bett (de)
- 1963 : La Légende de la panthère noire (en)
- 1963 : Le Crapaud masqué
- 1964 : Les Diamants du Mékong
- 1964 : Les Pirates du Mississippi
- 1966-1967 : Ferien in Lipizza (TV) (+ Réalisation), sous le nom de Hanns Wiedmann)
- 1988-1989 : Meister Eder und sein Pumuckl